# Loivos
Loivos era una freguesia portuguesa del municipio de Chaves, distrito de Vila Real.

## Localización
Estaba situada en la zona meridional del municipio, a 17 km de su capital.

## Historia
Fue suprimida el 28 de enero de 2013, en aplicación de una resolución de la Asamblea de la República portuguesa promulgada el 16 de enero de 2013 al unirse con la freguesia de Póvoa de Agrações, formando la nueva freguesia de Loivos e Póvoa de Agrações.

## Patrimonio
En su patrimonio histórico destacan la iglesia matriz y los restos del castro de Loivos, o castro Muradal.